# Liste der Stolpersteine in Linz am Rhein
Die Liste der Stolpersteine in Linz am Rhein enthält alle Stolpersteine, die im Rahmen des gleichnamigen Projekts von Gunter Demnig in Linz am Rhein verlegt wurden. Mit ihnen soll an Opfer des Nationalsozialismus erinnert werden, die in Linz am Rhein lebten und wirkten.

## Verlegte Stolpersteine
| Name               | Adresse                        | Bild | Inschrift | Verlegedatum  | Biografie und Anmerkungen                                                          |
| ------------------ | ------------------------------ | --- | --- | ------------- | ---------------------------------------------------------------------------------- |
| Wilhelmine Fernich | Am Halborn 7 ·                 | | Hier wohnte Wilhelmine Fernich geb. Marx Jg. 1890 unfreiwillig verzogen 1937 Frankfurt M. deportiert 1941 Lods/Litzmannstadt 1944 Chelmmno/Kulmhof ermordet               | 4. Feb. 2022  |                                                                                    |
| Hilde Fernich      | Am Halborn 7 ·                 | | Hier wohnte Hilde Fernich Jg. 1921 unfreiwillig verzogen 1937 Frankfurt M. Flucht 1941 Portugal USA                                                                       | 4. Feb. 2022  |                                                                                    |
| Alex Fernich       | Am Halborn 7 ·                 | | Hier wohnte Alex Fernich Jg. 1883 unfreiwillig verzogen 1937 Frankfurt M. deportiert 1941 Lods/Litzmannstadt ermordet 31.7.1942                                           | 4. Feb. 2022  |                                                                                    |
| Friedrich Levy     | Am Konvikt 6 ·                 | Bild gesucht Der Benutzer GeorgDerReisende ( Diskussion ) wünscht sich an dieser Stelle ein Bild vom Ort mit diesen Koordinaten 50.566772 7.284626 . Motiv: Am Konvikt 6, auf dem ersten Podest der Treppe: der Stolperstein für Friedrich Levy, die Lage und das Gebäude Falls du dabei helfen möchtest, erklärt die Anleitung , wie das geht. BW | Hier wohnte Friedrich Levy Jg. 1889 eingewiesen Heilanstalt Süchteln-Johannistal Herborn 'verlegt' 25.9.1940 Giessen 1.10.1940 Brandenburg ermordet 1.10.1940 'Aktion T4' | 20. März 2024 |                                                                                    |
| Joseph Marx        | Am Sändchen 19                 | Bild gesucht Der Benutzer GeorgDerReisende ( Diskussion ) wünscht sich an dieser Stelle ein Bild vom Ort mit diesen Koordinaten 50.568527 7.280634 . Motiv: Am Sändchen 19: die Stolpersteine für die Familie Marx, die Lage und das Haus Falls du dabei helfen möchtest, erklärt die Anleitung , wie das geht. BW                                 | Hier wohnte Joseph Marx Jg. 1888 deportiert 1942 Richtung Osten ermordet                                                                                                  | 20. März 2024 | wegen Bauarbeiten wurden die Stolpersteine für die Familie Marx noch nicht verlegt |
| Selma Marx         | Am Sändchen 19                 | Bild gesucht Die Wikipedia wünscht sich an dieser Stelle ein Bild vom hier behandelten Ort. Falls du dabei helfen möchtest, erklärt die Anleitung , wie das geht. BW | Hier wohnte Selma Marx geb. Feit Jg. 1894 deportiert 1942 Richtung Osten ermordet                                                                                         | 20. März 2024 |                                                                                    |
| Kurt Marx          | Am Sändchen 19                 | Bild gesucht Die Wikipedia wünscht sich an dieser Stelle ein Bild vom hier behandelten Ort. Falls du dabei helfen möchtest, erklärt die Anleitung , wie das geht. BW | Hier wohnte Kurt Marx Jg. 1925 deportiert 1942 Richtung Osten ermordet | 20. März 2024 |                                                                                    |
| Berta Wallach      | Asbacher Straße 41 (Kalenborn) | Bild gesucht Der Benutzer GeorgDerReisende ( Diskussion ) wünscht sich an dieser Stelle ein Bild vom Ort mit diesen Koordinaten 50.614139 7.310456 . Motiv: Asbacher Straße 41: die Stolpersteine für die Familie Marx, die Lage und das Haus Falls du dabei helfen möchtest, erklärt die Anleitung , wie das geht. BW                             | Hier wohnte Berta Wallach geb. Greilsamer Jg. 1874 Flucht 1936 USA | 20. März 2024 |                                                                                    |
| Ernst Wallach      | Asbacher Straße 41 (Kalenborn) | Bild gesucht Die Wikipedia wünscht sich an dieser Stelle ein Bild vom hier behandelten Ort. Falls du dabei helfen möchtest, erklärt die Anleitung , wie das geht. BW | Hier wohnte Ernst Wallach Jg. 1889 verhaftet 1938 KZ Buchenwald 'verlegt' 15.7.1941 Pirna-Sonnenstein ermordet 15.7.1941                                                  | 20. März 2024 |                                                                                    |
| Hedwig Wallach     | Asbacher Straße 41 (Kalenborn) | Bild gesucht Die Wikipedia wünscht sich an dieser Stelle ein Bild vom hier behandelten Ort. Falls du dabei helfen möchtest, erklärt die Anleitung , wie das geht. BW | Hier wohnte Hedwig Wallach Jg. 1905 Flucht 1936 USA | 20. März 2024 |                                                                                    |
| Lilli Wallach      | Asbacher Straße 41 (Kalenborn) | Bild gesucht Die Wikipedia wünscht sich an dieser Stelle ein Bild vom hier behandelten Ort. Falls du dabei helfen möchtest, erklärt die Anleitung , wie das geht. BW | Hier wohnte Lilli Wallach Jg. 1911 Flucht 1933 England USA | 20. März 2024 |                                                                                    |
| Dina Wallach       | Auf dem Berg 4 ·               | | Hier wohnte Dina Wallach Jg. 1864 deportiert 1942 Theresienstadt ermordet 23.9.1942                                                                                       | 4. Feb. 2022  |                                                                                    |
| Simon Simon        | Breite Straße 16               | Bild gesucht Der Benutzer GeorgDerReisende ( Diskussion ) wünscht sich an dieser Stelle ein Bild vom Ort mit diesen Koordinaten 50.568742 7.284839 . Motiv: Breite Straße 16: die Stolpersteine für die Familie Simon, die Lage und das Haus Falls du dabei helfen möchtest, erklärt die Anleitung , wie das geht. BW                              | Hier wohnte Simon Simon Jg. 1854 deportiert 1942 Theresienstadt ermordet 10.8.1942                                                                                        | 20. März 2024 |                                                                                    |
| David Simon        | Breite Straße 16               | Bild gesucht Die Wikipedia wünscht sich an dieser Stelle ein Bild vom hier behandelten Ort. Falls du dabei helfen möchtest, erklärt die Anleitung , wie das geht. BW | Hier wohnte David Simon Jg. 1888 deportiert 1942 Richtung Osten ermordet                                                                                                  | 20. März 2024 |                                                                                    |
| Amalie Simon       | Breite Straße 16               | Bild gesucht Die Wikipedia wünscht sich an dieser Stelle ein Bild vom hier behandelten Ort. Falls du dabei helfen möchtest, erklärt die Anleitung , wie das geht. BW | Hier wohnte Amalie Simon geb. Samuel Jg. 1863 deportiert 1942 Theresienstadt ermordet 16.5.1943                                                                           | 20. März 2024 |                                                                                    |
| Meyer Samuel       | Breite Straße 16               | Bild gesucht Die Wikipedia wünscht sich an dieser Stelle ein Bild vom hier behandelten Ort. Falls du dabei helfen möchtest, erklärt die Anleitung , wie das geht. BW | Hier wohnte Meyer Samuel Jg. 1868 deportiert 1942 Theresienstadt 1942 Treblinka ermordet                                                                                  | 20. März 2024 |                                                                                    |
| Josephine Samuel   | Breite Straße 16               | Bild gesucht Die Wikipedia wünscht sich an dieser Stelle ein Bild vom hier behandelten Ort. Falls du dabei helfen möchtest, erklärt die Anleitung , wie das geht. BW | Hier wohnte Josephine Samuel Jg. 1870 deportiert 1942 Theresienstadt ermordet 22.8.1942                                                                                   | 20. März 2024 |                                                                                    |
| Gustav Braun       | Mittelstraße 17 ·              | | Hier wohnte Gustav Braun Jg. 1880 gedemütigt / entrechtet tot 30. April 1933                                                                                              | Feb. 2023     |                                                                                    |
| Ada Braun          | Mittelstraße 17 ·              | | Hier wohnte Ada Braun Jg. 1909 unfreiwillig verzogen 1933 Berlin Flucht 1938 Belgien mit Hilfe überlebt                                                                   | Feb. 2023     |                                                                                    |
| Bella Braun        | Mittelstraße 17 ·              | | Hier wohnte Bella Braun verh. Eiffler Jg. 1910 Flucht 1933 Holland interniert Westerbork deportiert 1942 Auschwitz ermordet 30.9.1942                                     | Feb. 2023     |                                                                                    |
| Georg Braun        | Mittelstraße 17 ·              | | Hier wohnte Georg Braun Jg. 1913 Flucht 1935 Holland USA | Feb. 2023     |                                                                                    |
| Alfred Braun       | Mittelstraße 17 ·              | | Hier wohnte Alfred Braun Jg. 1915 deportiert 1941 Riga ermordet | Feb. 2023     |                                                                                    |
| Hanna Braun        | Mittelstraße 17 ·              | | Hier wohnte Hanna Braun Jg. 1923 unfreiwillig verzogen 1938 Köln deportiert 1941 Riga 1944 Stutthof befreit                                                               | Feb. 2023     |                                                                                    |
| Ernestine Braun    | Mittelstraße 17 ·              | | Hier wohnte Ernestine Braun Jg. 1880 unfreiwillig verzogen 1938 Köln deportiert 1941 Riga ermordet                                                                        | Feb. 2023     |                                                                                    |
| Frieda Haim        | Mittelstraße 17 ·              | | Hier wohnte Frieda Haim geb. Jacob Jg. 1879 Flucht 1939 USA | Feb. 2023     |                                                                                    |
| Arthur Haim        | Mittelstraße 17 ·              | | Hier wohnte Arthur Haim Jg. 1907 Schicksal nie geklärt | Feb. 2023     |                                                                                    |
| Rosa Bermann       | Mühlengasse 5 ·                | | Hier wohnte Rosa Bermann geb. Lieser Jg. 1875 deportiert 1942 Theresienstadt ermordet 5.9.1942                                                                            | 4. Feb. 2022  |                                                                                    |
| Johanna Bermann    | Mühlengasse 5 ·                | | Hier wohnte Johanna Bermann Jg. 1902 Flucht 1939 Holland interniert Westerbork deportiert 1942 Auschwitz ermordet 11.8.1942                                               | 4. Feb. 2022  |                                                                                    |
| Heinrich Bermann   | Mühlengasse 5 ·                | | Hier wohnte Heinrich Bermann Jg. 1872 gedemütigt / entrechtet tot 26.12.1936 jüdisches Krankenhaus Köln-Ehrenfeld                                                         | 4. Feb. 2022  |                                                                                    |
| Elise Marx         | Neustraße 35 ·                 | | Hier wohnte Elise Marx geb. Feit Jg. 1890 deportiert 1942 ermordet im besetzten Polen                                                                                     | 4. Feb. 2022  |                                                                                    |
| Karola Marx        | Neustraße 35 ·                 | | Hier wohnte Karola Marx Jg. 1922 Flucht 1940 USA | 4. Feb. 2022  |                                                                                    |
| Robert Marx        | Neustraße 35 ·                 | | Hier wohnte Robert Marx Jg. 1883 deportiert 1942 ermordet im besetzten Polen                                                                                              | 4. Feb. 2022  |                                                                                    |
| Henriette Marx     | Neustraße 41 ·                 | | Hier wohnte Henriette Marx geb. Glaser Jg. 1858 deportiert 1942 Theresienstadt ermordet 20.8.1942                                                                         | 4. Feb. 2022  |                                                                                    |
| Johanna Marx       | Neustraße 41 ·                 | | Hier wohnte Johanna Marx Jg. 1891 gedemütigt / entrechtet Schicksal unbekannt                                                                                             | 4. Feb. 2022  |                                                                                    |
| Fritz Meyer        | Vor dem Leetor 20 ·            | | Hier wohnte Fritz Meyer Jg. 1894 unfreiwillig verzogen 1938 Köln deportiert 1942 Theresienstadt 1944 Auschwitz ermordet                                                   | Feb. 2023     |                                                                                    |
| Rosel Meyer        | Vor dem Leetor 20 ·            | | Hier wohnte Rosel Meyer geb. Kahn Jg. 1905 unfreiwillig verzogen 1938 Köln deportiert 1942 Theresienstadt Auschwitz, Mauthausen befreit                                   | Feb. 2023     |                                                                                    |
| Bertha Hirsch      | Vor dem Leetor 22 ·            | | Hier wohnte Bertha Hirsch Jg. 1888 deportiert 1942 Schicksal nie geklärt                                                                                                  | Feb. 2023     |                                                                                    |
| Johanna Neuburg    | Vor dem Leetor 22 ·            | | Hier wohnte Johanna Neuburg geb. Hirsch Jg. 1883 deportiert 1942 Ghetto Warschau Flucht in den Tod April 1943                                                             | Feb. 2023     |                                                                                    |
| Julius Neuburg     | Vor dem Leetor 22 ·            | | Hier wohnte Julius Neuburg Jg. 1878 deportiert 1942 Ghetto Warschau Flucht in den Tod April 1943                                                                          | Feb. 2023     |                                                                                    |
| Rosa Hirsch        | Vor dem Leetor 22 ·            | | Hier wohnte Rosa Hirsch geb. Meyer Jg. 1865 deportiert 1942 Theresienstadt ermordet 27.8.1942                                                                             | Feb. 2023     |                                                                                    |
| Max Hirsch         | Vor dem Leetor 22 ·            | | Hier wohnte Max Hirsch Jg. 1866 deportiert 1942 Theresienstadt ermordet 15.9.1942                                                                                         | Feb. 2023     |                                                                                    |
| Caroline Hirsch    | Vor dem Leetor 22 ·            | | Hier wohnte Caroline Hirsch Jg. 1864 deportiert 1942 Theresienstadt ermordet 25.8.1942                                                                                    | Feb. 2023     |                                                                                    |